# Andreas Bonifer Spedition und Verkehrsunternehmen
Die Andreas Bonifer Spedition und Verkehrsunternehmen GmbH & Co. KG (Eigenbezeichnung: abs bonifer) ist ein Offenbacher Logistik-Unternehmen, das sich auf Tanklogistik spezialisiert hat. Das Unternehmen ist in der Tankstellenversorgung und Flughafenversorgung aktiv. Mit rund 450 Tankwagen werden Benzin, Diesel, JetA1, AvGas, Heizöl, Technische Gase, CO2 und Bitumen transportiert.

## Geschichte
Das Unternehmen wurde 1939 durch Andreas Bonifer sen. als Omnibusunternehmen gegründet. In den 1950er Jahren wurde das Reisebüro „Silbervogel“ in Frankfurt am Main gegründet, über welches Omnibus-Pauschalreisen nach Oberbayern, Österreich und Spanien angeboten wurden. Weiterhin wurde das Geschäftsfeld um Mineralöltransporte erweitert. In den 1960ern wurde ein Bitumen-Versorgungsvertrag mit der Deutschen Erdoel AG geschlossen und der Unternehmensgründer Andreas Bonifer sen. verstarb. In den nachfolgenden Jahren kamen Linienbusverträge mit der Deutschen Bundesbahn und der Stadt Offenbach zustande. In den 1980er Jahren wurden die Hans Pöppel Transport GmbH sowie Hellmut Schmid Spedition GmbH & Co. KG übernommen und eine flächendeckende Versorgung des BP Tankstellennetzes in Süd- und Südwestdeutschland aufgenommen. Ab 1994 expandierte das Unternehmen nach Österreich, Polen, Tschechien und in die Slowakei. Heute ist abs bonifer darüber hinaus in Ungarn und Slowenien aktiv.